# Mostra de Venise 1981
La Mostra de Venise 1981, 38e édition du festival international du film de Venise (38ª edizione della Mostra internazionale d'arte cinematografica), est un festival de cinéma qui se tient du 2 au 12 septembre 1981 à Venise, en Italie.

## Jury
- Italo Calvino (président, Italie), Luigi Comencini (Italie), Manoel de Oliveira (Portugal), Marie-Christine Barrault (France), Peter Bogdanovich (É.-U.), Mohammed Lakhdar-Hamina (Algérie), Jesus Fernandez Santos (Espagne), Sergueï Soloviev (URSS), Krzysztof Zanussi (Pologne).

## Palmarès
- Lion d'or pour le meilleur film : Les Années de plomb (Die Bleierne Zeit) de Margarethe von Trotta
- Grand prix spécial du jury : Eles não usam Black-Tie de Leon Hirszman et Sogni d'oro de Nanni Moretti